# H2B hiszton
A H2B hiszton fehérje egy az 5, eukarióta sejtek kromatin szerveződésének kialakításában részt vevő hiszton fehérjék közül. Rendelkezik egy fő globuláris doménnel és hosszú N terminális véggel. A H2B hiszton részt vesz az ún. 'beads on a string' szerkezetet létrehozásában.

## Más hiszton fehérjék
- H1
- H2A
- H3
- H4